# Ribeira Quente

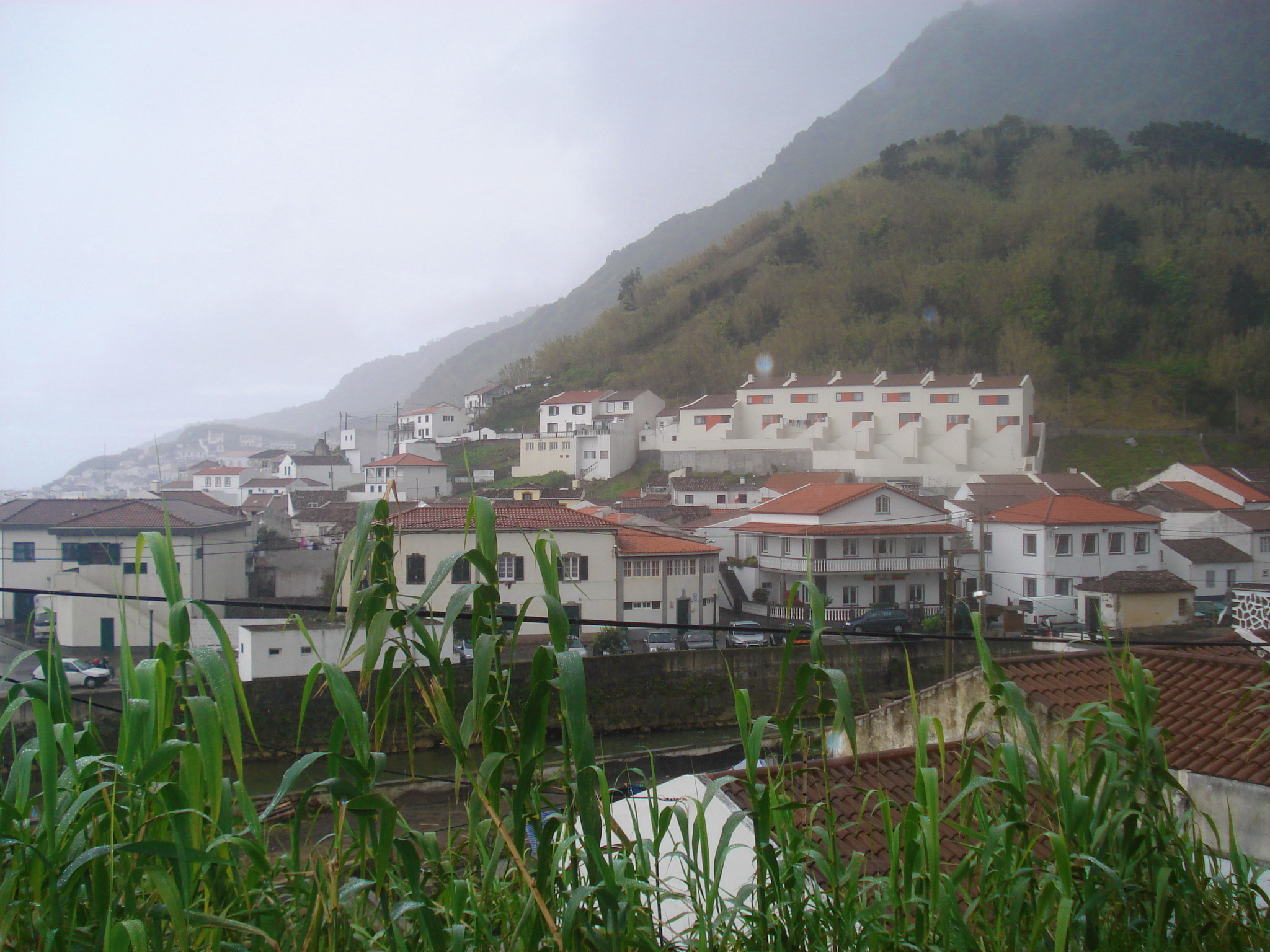
Blick auf den Ortskern

Ribeira Quente ist eine portugiesische Gemeinde (Freguesia) im Kreis (Município) Povoação auf der Azoren-Insel São Miguel. In ihr leben 682 Einwohner (Stand 19. April 2021).
Sie besitzt einen Fischerhafen und einen Strand mit Lavasand.